# Akbar-nāma

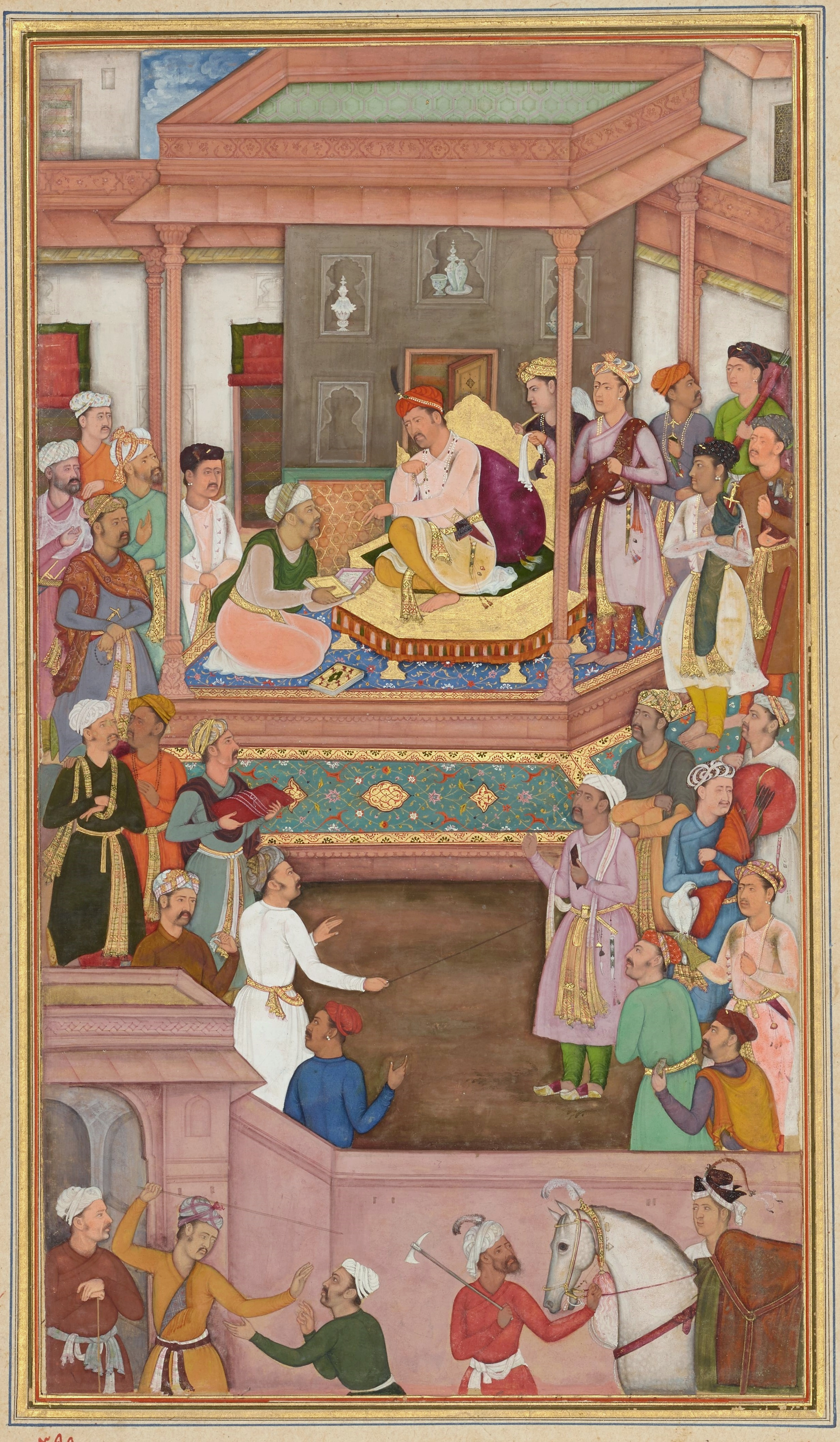
Abū 'l-Fazl überreicht Akbar das Akbar-nāma, 1598.

Das Akbar-nāma (persisch اکبرنامه, DMG Akbar-nāma, „Akbar-Buch“) von Abū 'l-Fazl Allāmī ist die umfangreichste historische Darstellung der Akbarzeit im Mogulreich. Sie reicht bis zum Jahre 1602. Der dritte Band des Werkes, bekannt unter dem Namen Ā'īn-i Akbarī, enthält eine enzyklopädische Beschreibung nahezu aller Belange des Reiches. Der Autor bietet eine Fülle von historischen Zusammenhängen und Sachinformationen, verfolgt aber vor allem das Ziel, Akbar als vollkommenen Herrscher zu präsentieren. Das Akbar-nāma ist in persischer Sprache geschrieben, der Hofsprache des Mogulreiches. Akbar hat das Werk mindestens dreimal mit großem Aufwand illustrieren lassen. Zwei dieser Handschriften, das Victoria-and-Albert-Akbar-nāma und das Chester-Beatty Akbar-nāma, sind nach den Museen benannt, in denen sie heute zu größeren Teilen verwahrt werden. Ein seit den 1990er Jahren auf dem Kunstmarkt aufgetauchtes Manuskript, von dem heute nur noch einzelne Illustrationen bekannt sind, wird als Drittes Akbar-nāma bezeichnet.

## Zeitlicher Rahmen der Abfassung
Den Auftrag zur Abfassung hatte Abū 'l-Fazl am 4. März 1589 und ein weiteres Mal am 19. Mai desselben Jahres erhalten. Am 16. April 1596 (1004 d.H.) vollendete er den ersten Teil, der die Geschichte von Akbars Ahnen und die ersten dreißig Lebensjahre des Herrschers bis zum September 1572 umfasst. Zwei Jahre später konnte er die Lebensgeschichte Akbars bis zu dessen 42. Regierungsjahr (1597/98) und zugleich das Ā'īn-i Akbarī abschließen. Für die Abfassung seines Werkes hatte Abū 'l-Fazl in den ersten Jahren noch die Hilfe seines Bruders Faizī in Anspruch genommen, dessen Wissen er ebenso rühmt wie dessen dichterische Raffinesse. Faizī hatte die Entwürfe zum Akbar-nāma durchgesehen und dem Werk den letzten sprachlichen Schliff gegeben. Durch seinen Tod im Oktober 1595 kam er jedoch nur bis zum zehnten Regierungsjahr Akbars, so dass Abū 'l-Fazl von da an ohne die Unterstützung seines Bruders auskommen musste. Bis zu seiner Ermordung im August 1602 gelang es ihm, die Ereignisse von nahezu vier weiteren Jahren hinzuzufügen. Sein Bericht endet abrupt Mitte Februar 1602. Manche Handschriften enthalten eine Fortsetzung für die verbleibende Zeit von etwa zweieinhalb Jahren bis zu Akbars Tod. Auch wenn sich diese Fortsetzungen in verschiedene Handschriften erheblich voneinander unterscheiden, basieren sie doch alle auf dem Iqbāl-nāma, einem Geschichtswerk über die Zeit Schāh Dschahāns von Muhammad Sālih Kambū.

## Versionen desAkbar-nāmaund die verschiedenen Bandaufteilungen
Das Akbar-nāma war ursprünglich auf fünf Bände ausgelegt. Vier davon hatte Abū 'l-Fazl für den historischen Teil vorgesehen, wobei jeder eine Einheit von dreißg Jahren (pers. qarn, „Generation“) abdecken sollte. Die Geschichte der Ahnen und die ersten dreißig Lebensjahre Akbars waren im ersten Band zusammengefasst. Ein abschließendes Buch über die Institutionen (pers. āʾīn) des Mogulreiches unter Akbar erhielt den Namen Āʾīn-i Akbarī und war anfangs als fünfter Band geplant. Auch wenn Abū 'l-Fazl diese Bandaufteilung am Ende des Āʾīn-i Akbarī eindeutig beschrieben hat, kam es dennoch aus verschiedenen Gründen zu einer anderen Anordnung. So hatte Akbar gefordert, dass er den zweiten Band mit seiner Geburt beginnen lassen solle. Die Geschichte der Ahnen von Adam bis Humāyūn war folglich weiterhin Band I, der aber mit dem Tod des letzteren endet. Band II umfasst die ersten dreißig Lebensjahre Akbars bis 1572, Band III dessen verbleibende Lebenszeit. In dieser Form ist dann auch die Übersetzung von Henry Beveridge erschienen. Das Āʾīn-i Akbarī stellt somit eigentlich den vierten Band des Gesamtwerkes dar. Gleichwohl bezeichnen es zahlreiche Autoren als dritten Band und folgen damit der ursprünglichen Zählung von Abū 'l-Fazl. Er hatte ja die Ahnen und die ersten dreißig Jahre Akbars im ersten Band zusammenfassen wollen und konnte bis zu seinem Tod (fast) dreißig weitere Jahre Akbars in einem zweiten Buch festhalten. Nach dieser Rechnung ist das Āʾīn-i Akbarī der dritte Band.
Abū 'l-Fazl hat sein Werk insgesamt fünfmal überarbeitet. Schon bevor es 1596 seine abschließende Form erhalten hat, waren Teile davon in Umlauf, wie die Vorrede von Nizām ud-Dīn Ahmad zu seinem Tabaqāt-i Akbarī aus dem Jahr 1001h (1592/93) belegt. Beveridge weist auf eine Handschrift in privatem Besitz hin, in der man eine der früheren Versionen erkennen kann. Der Text des sogenannten 1. Akbar-nāma im Victoria and Albert Museum stellt ebenfalls nicht die endgültige Version dar.

## Inhalt desAkbar-nāma

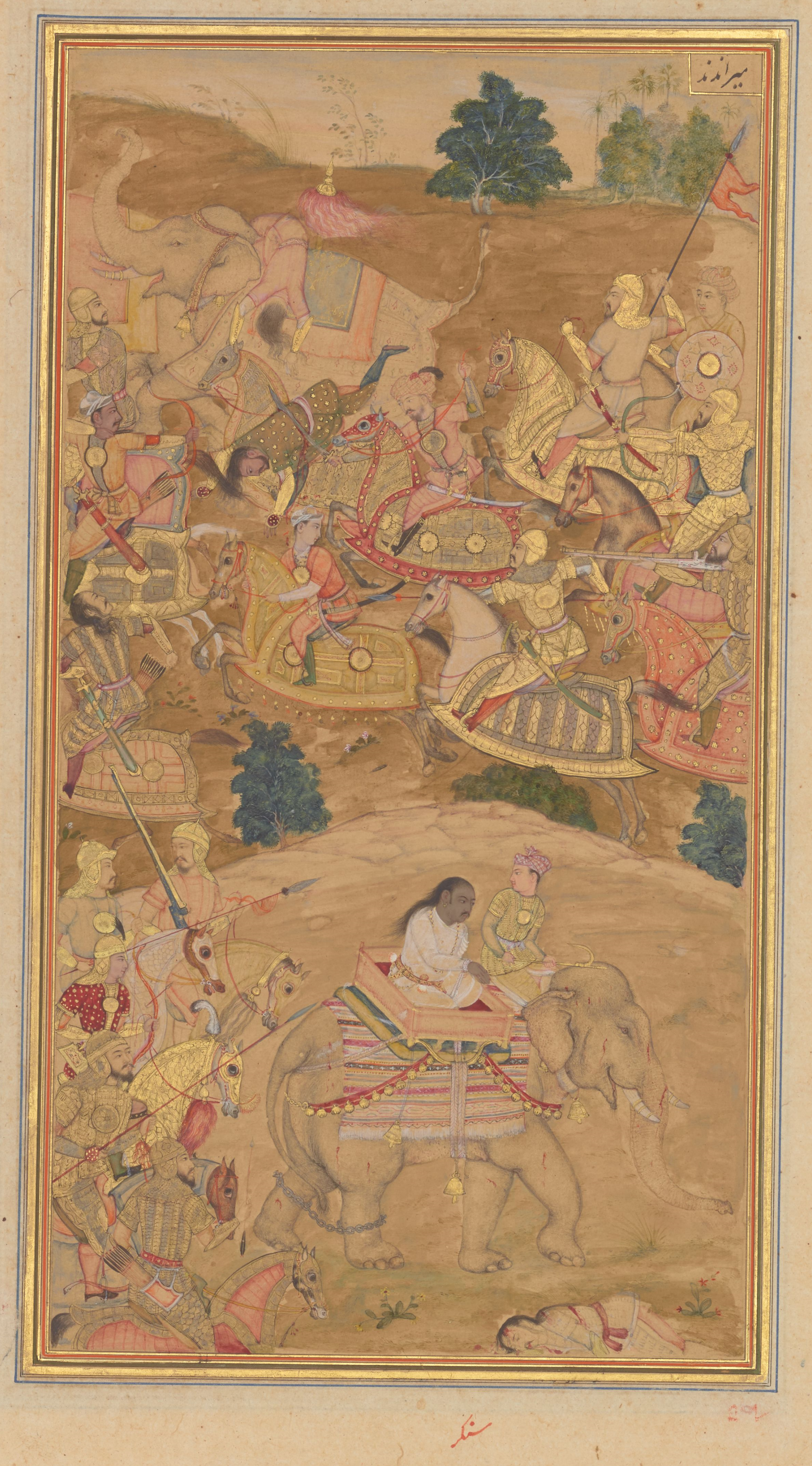
Zweite Schlacht von Panipat, 1556: Hemu ist gefangen. 2. Akbar-nāma

Der Autor leitet den ersten Teil seines Werkes mit einer rund vierzigseitigen Erläuterung zu Akbars Geburtshoroskopen ein. Es folgt eine kurze Aufzählung der Ammen und ein Bericht über Akbars Geburt im Jahr 1542. Nach einer Danksagung des Autors für das Glück, dem Padischah dienen zu dürfen, werden die Vorfahren des Mogulherrschers jeweils kurz vorgestellt. Am Anfang steht Adam, der über seine Eigenschaft als erster Mensch hinaus eine wichtige Rolle in Abū 'l-Fazls neuem ideologischen System spielt. Eine zentrale Bedeutung in der Reihe der nun folgenden Ahnen nimmt Alanquwa ein, die mythische Ahnmutter der Tschingiziden. Sie hatte ihre drei Söhne nicht durch einen menschlichen Vater, sondern durch ein göttliches Licht empfangen, das auf die weiteren Generationen überging und in Akbar zur vollen Reife gelangte. Acht Generationen nach Alanquwa zweigt die Linie Tschingis Chans ab. Abū 'l-Fazl erwähnt ihn, weist aber darauf hin, dass er kein unmittelbarer Vorfahre Akbars väterlicherseits ist. Er verdiene nur deshalb Erwähnung, weil auch er ein Strahl von Alanquwas heiligem Licht gewesen sei. Nach weiteren sieben Generationen folgt die wichtigste Persönlichkeit in der Ahnenreihe: Amir Tīmūr Gūrkānī. Die Moguln, die sich selbst als Timuriden bezeichneten, sahen sich vor allem in seiner Nachfolge, zumal Timur selbst schon 1398 nach Indien eingefallen war und Delhi erobert hatte. Über Timurs dritten Sohn Mīrān Schāh verläuft die Linie weiter zu Bābur und schließlich zu Akbars Vater Humāyūn. Den Viten der letzteren wird, da sie die Gründer des Mogulreiches sind, erheblich mehr Raum gewährt. Der Bericht über Bābur ist mit rund dreißig Seiten in der persischen Edition allerdings deutlich weniger ausführlich als der über Humāyūn mit über 240 Seiten.
Die Geburt Akbars im Oktober 1542 ist bereits eingerahmt von ersten Wundern, die den späteren Mogulherrscher sein gesamtes Leben begleiten. Die Thronbesteigung am 14. Februar 1556 und das Horoskop dieses Ereignisses, das nur das Beste erwarten lässt, preist Abū 'l-Fazl als den Beginn einer neuen Ära. Er stellt dann auch in der Tat die von Akbar eingeführte Zeitrechnung Tārīkh-i ilāhī (pers. „göttliche Ära“) vor, die allerdings erst 1584 begann, rückwirkend zum ersten Neujahrsfest nach der Thronbesteigung, im März 1556. In streng chronologischer Reihenfolge berichtet Abū 'l-Fazl nun von allen Geschehnissen bis zum Jahre 1602. Ausführlich erfährt der Leser von sämtlichen Schlachten, wie etwa der besonders wichtigen Zweiten Schlacht von Panipat, von Kämpfen und anderen Aktionen gegen verschiedenste Gegner, von Gebietserweiterungen, Beförderungen und Bestrafungen. Erwähnt werden aber auch familiäre Ereignisse, wie Heiraten, Geburten von Kindern der Königsfamilie, Todesfälle und beispielsweise auch die Übersiedlung von Akbars Mutter und anderer Damen des königlichen Harems von Kabul nach Indien. Über Akbars Religionspolitik, seinen Umgang mit den Vertretern der verschiedenen islamischen, hinduistischen und christlichen Glaubenslehren oder auch von Akbars Religionsdiskussionen unterrichtet uns Abū 'l-Fazl ebenfalls.